# Donji Miholjac
Donji Miholjac (srbsky Доњи Михољац, maďarsky Alsómiholjác) je město v Chorvatsku v Osijecko-baranjské župě. Nachází se u řeky Drávy, blízko hranic s Maďarskem, asi 30 km severně od Našic, asi 32 km jižně od maďarského Pécse a asi 47 km severozápadně od Osijeku. V roce 2011 žilo ve městě samotném 6 240 obyvatel, v celé připadající opčině pak 9 491 obyvatel.
V Donjim Miholjaci se setkávají silnice D34 a D53. Sousedními městy jsou Belišće, Našice, Slatina a Valpovo. Nachází se zde hraniční přechod Donji Miholjac-Drávaszabolcs.
V opčině se (včetně města samotného) nachází celkem 7 sídel, z nichž největší je samotný Donji Miholjac a nejmenší Miholjački Poreč.
- Donji Miholjac – 6 240 obyvatel
- Golinci – 431 obyvatel
- Miholjački Poreč – 183 obyvatel
- Podgajci Podravski – 651 obyvatel
- Radikovci – 292 obyvatel
- Rakitovica – 868 obyvatel
- Sveti Đurađ – 826 obyvatel